# 인천길주초등학교
인천길주초등학교는 대한민국 인천광역시 계양구 용종동에 있는 공립 초등학교이다.

## 학교 연혁
- 1998년 3월 1일 : 인천길주초등학교 개교 (19학급 663명 편성)
- 2013년 3월 11일 : 병설유치원 개원

## 학교 상징
- 교화 - 장미 : 꿈과 사랑을 가지고 열정적으로 노력하는 길주어린이
- 교목 - 은행나무 : 건강하고 참을성 있게 행동하는 길주어린이

## 참고 자료
- 인천길주초등학교 - 한국교육학술정보원 학교알리미